# A Dangerous Method
A Dangerous Method è un film del 2011 diretto da David Cronenberg.
Il film, ambientato tra Zurigo e Vienna alla vigilia della prima guerra mondiale, si basa sui rapporti turbolenti tra lo psichiatra Carl Gustav Jung, il suo mentore Sigmund Freud, il loro collega Otto Gross e Sabina Spielrein, una psicoanalista bella e tormentata che si frappone tra loro.

## Trama
Zurigo, 1904. Lo psichiatra ventinovenne Carl Gustav Jung è all'inizio della sua carriera e vive con sua moglie Emma, incinta, presso l'ospedale Burghölzli. Ispirandosi al lavoro di Sigmund Freud, Jung decide di tentare sulla paziente diciottenne Sabina Spielrein il trattamento sperimentale di Freud noto come psicoanalisi o “terapia delle parole”.
Sabina è una ragazza russa di cultura elevata che parla correntemente il tedesco: le è stata diagnosticata una grave forma di schizofrenia e ha fama di essere pericolosamente aggressiva. Nei colloqui con Jung rivela un'infanzia segnata da umiliazioni e maltrattamenti da parte del padre, un uomo autoritario e violento, e successivamente rivelerà di provare piacere sessuale nell'essere picchiata e umiliata. A poco a poco, iniziata la terapia, tra medico e paziente inizia ad accendersi un'attrazione reciproca.
In seguito alla corrispondenza sul caso Spielrein, Jung stabilisce un rapporto di amicizia con Freud ma, mentre va approfondendosi la relazione tra lui e Freud, che vede nel giovane collega il suo erede intellettuale, si ispessisce anche quella fra Jung e Sabina, che, nonostante la malattia, rivela una mente brillante. Il suo trattamento ha successo e Sabina intraprende la carriera di psichiatra su incoraggiamento di Jung.
Quest'ultimo intanto, violando l'etica professionale, inizia una relazione con Sabina, che tronca a malincuore poco tempo dopo, spezzando il cuore della donna ed il proprio. Sabina sceglie di diventare paziente di Freud, mantenendo comunque un legame sentimentale con Jung che riprenderà poco tempo dopo più forte di prima per poi concludersi definitivamente e dolorosamente. La contestata relazione è causa della rottura del rapporto di amicizia tra Freud e Jung che entrano in conflitto professionale tra di loro.
Anni dopo avviene un ultimo incontro tra Sabina e Jung, durante il quale si viene a sapere che Jung ha una nuova amante, anch'ella in passato sua paziente, ma che egli è ancora innamorato di Sabina che è stata - le rivela - la donna più importante della sua vita aggiungendo di essere dispiaciuto di non essere lui il padre del figlio che la Spielrein porta in grembo. Quest'ultima infatti si è sposata ed è incinta, ma è rimasta innamorata di Jung, le cui cure ed il cui amore non potrà mai dimenticare.

## Produzione
Il film è frutto di una co-produzione tra la britannica Recorded Picture Company, la tedesca Lago Film e la canadese Prospero Film. Inizialmente per il ruolo di Sigmund Freud era stato scelto l'attore austriaco Christoph Waltz, ma a causa di impegni già presi l'attore dovette rinunciare alla parte e venne sostituito da Viggo Mortensen.
Le riprese hanno avuto luogo dal 26 maggio al 24 luglio 2010, tra Vienna, Zurigo, Costanza, Colonia e Berlino.

### Sceneggiatura
La sceneggiatura è curata da Christopher Hampton, che ha adattato per il grande schermo un suo lavoro teatrale del 2002, a sua volta basato sul libro del 1993 di John Kerr Un metodo molto pericoloso.

## Distribuzione
Il film è stato presentato in anteprima mondiale e in concorso alla 68ª Mostra internazionale d'arte cinematografica di Venezia, e successivamente è stato distribuito in tutto il mondo. La Universal Pictures ha distribuito il film nei Paesi di lingua tedesca, la Lionsgate si è occupata della distribuzione nel Regno Unito, mentre la Sony Pictures Classics ha distribuito A Dangerous Method negli Stati Uniti. In Italia è uscito nelle sale il 30 settembre 2011 tramite BiM Distribuzione.

## Riconoscimenti
- 2012 – Golden Globe
  - Nomination per il miglior attore non protagonista a Viggo Mortensen